# Marius Klumperbeek
Marius Klumperbeek   (Jakarta, 7 d'agost de 1938) és un remer neerlandès, ja retirat, que va competir durant la dècada de 1960. Feia de timoner.
El 1960 va prendre part en els Jocs Olímpics d'Estiu de Roma, on quedà eliminat en sèries en la prova del quatre amb timoner del programa de rem. Quatre anys més tard, als Jocs de Tòquio, guanyà la medalla de bronze en la mateixa prova. Formà equip amb Jan van de Graaff, Lex Mullink, Freek van de Graaff i Bobbie van de Graaff.